# Liam Feeney
Liam Michael Feeney (Londra, 21 gennaio 1987) è un ex calciatore inglese, di ruolo centrocampista.

## Caratteristiche tecniche
Esterno destro, può giocare anche a sinistra nello stesso ruolo.

## Carriera
Il 2 febbraio 2009 passa al Bournemouth in cambio di 20000 €. Il 31 agosto 2011 si trasferisce a Londra per 225000 €, andando a vestire la casacca del Millwall.